# 金小札色色威
金小札色色威（金小札色々威），使用紅色、淺綠色、紫色、白色四種顏色的線絞上金箔（用黃金錘成的紙狀薄片）的碎小牌，拼綴而成之華麗盔甲。本為織田信長所擁有，後再「甲斐之虎」武田信玄西上之際，將之送給了上杉謙信，以謀求與其結為同盟。